# Schloss Sitzenthal

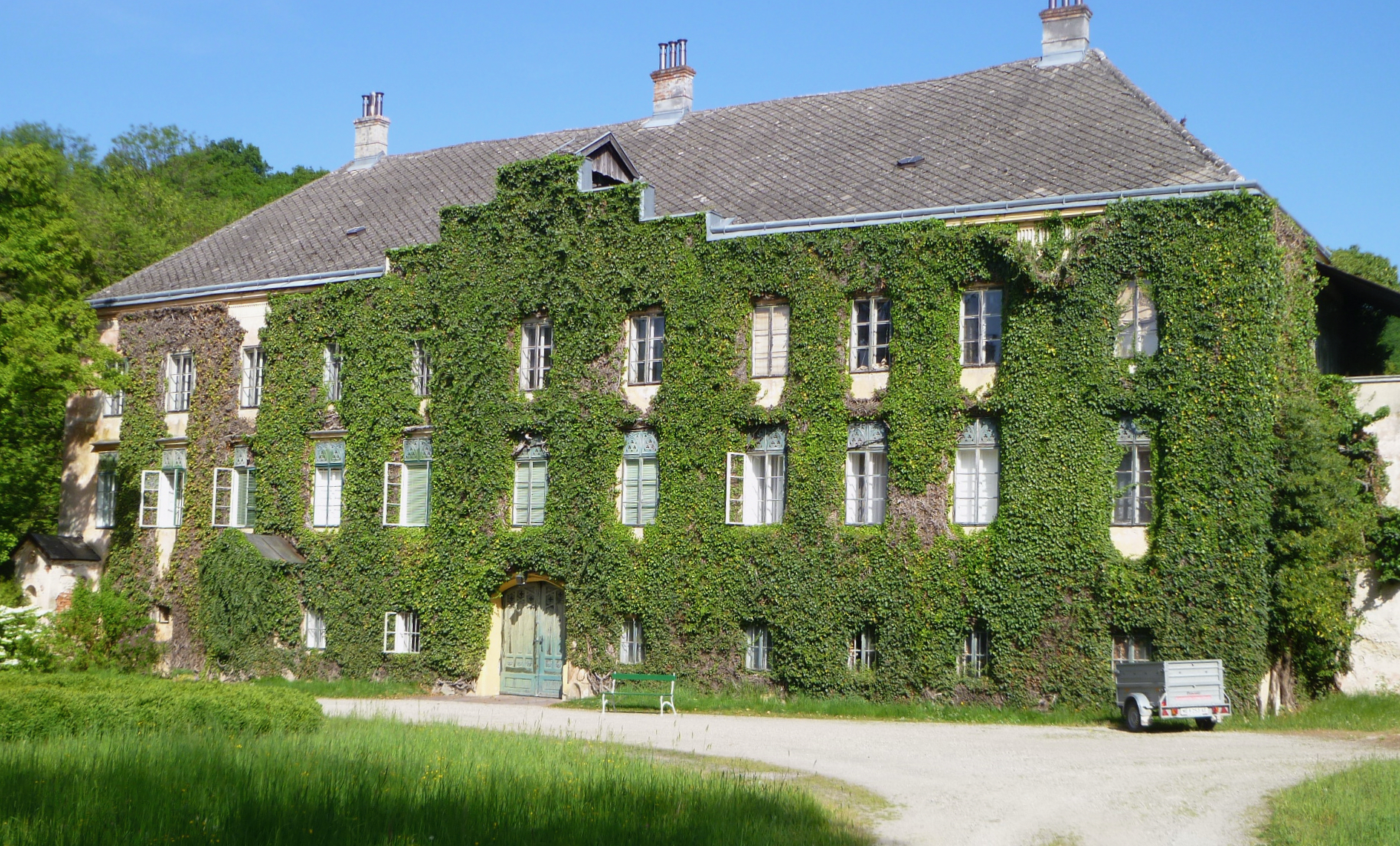
Schloss Sitzenthal

Schloss Sitzenthal gehört zur Marktgemeinde Loosdorf und liegt ca. zwei Kilometer nordöstlich von Loosdorf an der Pielach.

## Geschichte des Schlosses Sitzenthal
Der Name Sitzenthal weist auf Graf Sighard von Schalla hin, der hier im 12. Jh. Lehensmann war. Die Kurz- und Koseform Sizo wurde auf die Neugründung übertragen. Ort und Schloss Sitzenthal wurden 1287 erstmals urkundlich genannt, als Otto von Scheuernberg seinen Hof in Sitzenthal an Hartwig von Wasen verkaufte. Der Besitz wechselte in den folgenden Jahrhunderten häufig seinen Besitzer.
1843 wurde der k. k. Kämmerer Anton Ledóchowski Schlossbesitzer. Seine Tochter Theresia wurde später seliggesprochen. Eine weitere Tochter, Julia Ursula, wurde heiliggesprochen. Das Schloss wurde im 16. Jahrhundert und im Jahre 1835 umgebaut. Der einstige Wohnturm dürfte den Umbauten des Grafen Ledóchowski zum Opfer gefallen sein. Der ausgemauerte Wallgraben wurde 1899 aufgefüllt. Vom einst sehr großen hakenförmigen Wirtschaftshof aus der ersten Hälfte des 17. Jahrhunderts ist nur mehr der eingeschoßige bergseitige Flügel erhalten. Er wurde durch spätere Zubauten zu einer vierseitigen Anlage erweitert. Mehrere Innenräume des Schlosses sind mit Gratgewölben versehen. Im ersten Stock befindet sich eine sechsjochige kreuzgewölbte Halle, deren Rundbogen auf Säulen ruhen. Sie wurde um die Wende des 16. zum 17. Jahrhundert erbaut. Die dem hl. Josef geweihte Schlosskapelle wurde erst 1869 eingerichtet und ist im Stil der Zeit ausgestattet. Schloss Sitzenthal war für seine qualitätvolle Innenausstattung bekannt. Es ist von einem weitläufigen englischen Park umgeben, der bis an die Pielach reicht.
Über die Grafen Falkenhayn gelangte das Gut dann an den Freiherrn Helge Hammerstein-Equord. Sein in der Zwischenkriegszeit bekannt gewordener Sohn Hans von Hammerstein-Equord wurde im Schloss geboren. Nach dem frühen Tod des Vaters verkaufte die Mutter Schloss Sitzenthal 1897 an die Familie der Grafen Braida. Dieser Familie gehört das Gut auch heute noch.
Da das Schloss im Privatbesitz ist, kann es nicht öffentlich besichtigt werden. Der Erhaltungszustand des Schlosses und der Wirtschaftsgebäude ist allerdings stark verbesserungswürdig. Im Schloss werden heute aber öfter Veranstaltungen der Kinderfreunde von der Ortsgruppe Loosdorf durchgeführt.

## Die Siedlung bei Sitzenthal
Sitzenthal ist eine der fünf Katastralgemeinden von Loosdorf. Beim Schloss und Gutshof gab es zunächst kein Dorf, sondern nur einige wenige Häuser für die Bediensteten. Die Besitzer der Herrschaft besaßen den Grund um das Schloss und betrieben auf diesem Ackerbau und Viehhaltung zur Eigenversorgung. Angeblich wurden zu Zeiten Maria Theresias hier in Sitzenthal entlassene Sträflinge angesiedelt, die zur Resozialisierung im Meierhof des Schlosses arbeiteten. Die Herrschaft hatte für sie Häuser errichtet, die sie an die Angestellten mit kleinen schmalen Ackerstücken, sogenannten Bifängen, als Teil der Entlohnung weitergaben. Es entstand nun den Hang aufwärts ein kleines Zeilendorf, das im Laufe der Zeit um eine zweite Hausreihe erweitert wurde. Einige Sitzenthaler waren im Meierhof angestellt oder hatten auch andere „ansässige“ Berufe. Etwa zehn Familien begannen, verschiedene Wandergewerbe auszuüben, um sich über Wasser halten zu können, denn sie hatten ja kaum Grundbesitz, den sie bewirtschaften konnten. Als Hadernsammler, Scherenschleifer, Regenschirmmacher und Hausierer mussten sie diese als Gewerbe anmelden und wurden von der Gendarmerie kontrolliert. Jahr für Jahr zogen die Fahrenden mit der gesamten Familie in ihren Wägen auf festgelegten Routen zu bestimmten Aufenthaltsplätzen. Der schlechte Ruf der Sitzenthaler ist auf die Gleichsetzung mit Roma und Sinti zurückzuführen, die von der Bevölkerung richtiggehend gefürchtet wurden. Die Sitzenthaler hatten zudem die Sprache der Fahrenden, das Jenische, übernommen, das fälschlich mit dem Rotwelschen als Gaunersprache gleichgesetzt wurde.
Seit den fünfziger und sechziger Jahren des vorigen Jahrhunderts gibt es in Sitzenthal nur mehr die Erzählungen von den früheren Verhältnissen und Zuständen. Die überschaubare Bevölkerung (es gibt in Sitzenthal 111 Einwohner) ist heute in verschiedensten Berufen tätig und hat ihre Häuser um- und ausgebaut oder neu errichtet. Den gefürchteten und als Messerstecher verrufenen Sitzenthaler früherer Jahrhunderte gibt es nicht mehr.